# Anthene togata
Anthene togata är en fjärilsart som beskrevs av Hans Fruhstorfer 1916. Anthene togata ingår i släktet Anthene och familjen juvelvingar. Inga underarter finns listade i Catalogue of Life.